# مخزن سد سومرپالو
مخزن سد سومرپالو (استونیایی: Sõmerpalu paisjärv) یک مخزن سد روی رود ووهاندو با ۱۰٫۳ هکتار مساحت در شهرستان وورو، استونی است.